# صندلی راحتی ایمز
صندلی راحتی ایمز یا صندلی استراحت ایمز (به انگلیسی: Eames Lounge Chair) و زیرپایی عثمانی (به انگلیسی: Ottoman)، مبلمان ساخته شده از تخته چندلا و چرم است که توسط چارلز و ری ایمز برای شرکت مبلمان هرمان‌میلر طراحی شده‌ است. آن‌ها به‌طور رسمی ایمز لانژ (۶۷۰) [به معنی: صندلی لمیدنی ایمز] و اُتومن (۶۷۱) [به معنی: عثمانی] نام دارند و پس از سال‌ها توسعه توسط طراحان در سال ۱۹۵۶ میلادی راهی بازار شدند. این اولین صندلی بود که ایمز برای یک بازار گران‌قیمت طراحی کرد. نمونه‌هایی از این اثاثیه بخشی از مجموعهٔ دائمی موزۀ هنر مدرن نیویورک است.